# Alebroides xiphenax
Alebroides xiphenax är en insektsart som beskrevs av Irena Dworakowska 1997. Alebroides xiphenax ingår i släktet Alebroides och familjen dvärgstritar.
Artens utbredningsområde är Filippinerna. Inga underarter finns listade i Catalogue of Life.